# Цорбау
Цорбау (њем. Zorbau) општина је у њемачкој савезној држави Саксонија-Анхалт. Једно је од 43 општинска средишта округа Бургенланд. Према процјени из 2010. у општини је живјело 806 становника. Посједује регионалну шифру (AGS) 15084600, NUTS (DEE08) и LOCODE (DE ZBU) код.

## Географски и демографски подаци
Цорбау се налази у савезној држави Саксонија-Анхалт у округу Бургенланд. Општина се налази на надморској висини од 154 метра. Површина општине износи 9,7 km². У самом мјесту је, према процјени из 2010. године, живјело 806 становника. Просјечна густина становништва износи 83 становника/km².